# 151 T Est 5001 et 5002 et 5901 à 5925
Les Lorraine série 13 numéros 5001 et 5002 et 5901 à 5925 sont des locomotives-tender construites pour le compte de la Compagnie des chemins de fer de l'Est de 1925 à 1926.

## Genèse
Si la Compagnie des chemins de fer de l'Est disposait des 140 Est 4001 à 4175 (futures : 1-140 A 1 à 175 ) pour la remorque des trains de minerai il apparut cependant très vite qu'elles manquaient de souffle et la Compagnie décida de la mise en service des 031+130 T Est 6101 à 6113 mais celles-ci connaissaient des problèmes de vaporisation. Devant ce constat M. Salomon, ingénieur en chef, fit construire en 1913 en les ateliers d'Épernay deux prototypes révolutionnaires pour l'époque.

## Description
C'était des machines disposant d'un moteur à simple expansion à deux cylindres avec surchauffe par éléments DM4. La distribution était du type « Walschaerts ». Le foyer était un foyer de type « Belpaire » et l'échappement était variable à 3 jets de type « Est ». Les 2 bissels étaient identiques et avaient un déplacement latéral de + ou - 150 mm. Le train de roues motrices fut adapté pour que les machines puissent négocier des courbes de 90 m de rayon comme suit:
- boudins amincis sur les 1er et 5e essieux couplés
- boudins réduits sur les 2e et 4e essieux couplés
- et absence de boudins et agrandissement de la table de roulement sur le 3e essieu qui recevait l'effort des bielles

Les soutes à eau se trouvaient en trois endroits avec les deux latérales et une entre les longerons. Certaines machines eurent leur soute à combustible agrandie pour augmenter l'autonomie devant le service à effectuer.

## Utilisation et services
Ces deux machines répondaient fort bien au problème de la formation et de la traction des trains lourds de minerai grâce à une construction solide et une grande facilité d'entretien et de conduite. Cependant la Première Guerre mondiale empêcha la reproduction de ces locomotives dans l'immédiat. Il fallut attendre 1925 pour qu'intervienne le début de la livraison de la série de vingt-cinq machines. Elles furent construites par la société Schneider du Creusot et le premier dépôt à les réceptionner fut celui de Conflans.
Par la suite et avec la livraison du reste de la série elles connurent les dépôts de : Lumes, Vaires, Audun-le-Roman, Belfort, Blainville, Longuyon et Noisy-le-Sec. Si les unités basées dans les dépôts lorrains firent le travail pour lequel elles étaient destinées les autres furent dédiées aux services de triages.
En 1930 les deux prototypes furent réimmatriculés 151-701 et 151-702 et la série fut réimmatriculée à la suite, soit 151-703 à 151-727. Cependant, dès 1931, avec la mise en service des 151-751 à 151-780 (futures : 1-151 TC 751 à 780 ) plus puissantes les machines furent reléguées aux renforts de queue des trains et aux triages.
La SNCF hérita de l'ensemble de la série en 1938 et l'immatricula 1-151 TA 701 à 727. La série fut amputée pendant la Seconde Guerre mondiale des 1-151 TA 707 et 717 avec pour la première une utilisation en Allemagne, et une radiation en 1955, et pour la seconde une destruction à Châlons pendant un bombardement.
Les machines de Vaires furent utilisées pour la remorque des trains de banlieue de Paris de la Libération jusqu'à l'été 1945 car les trains étaient plus rares mais plus lourds et les machines manquaient. Dépourvues d'indicateur de vitesse du fait du service à effectuer et limitée à 60 km/h il est probable que cette vitesse fut dépassée plus d'une fois!
À partir de 1947 la concurrence des locomotives diesel commença à poindre avec l'affectation des 040 DA au dépôt de : Mohon. Ces machines évincèrent progressivement les machines de leur secteur d'activité privilégié des dépôts de : Lumes, Conflans et Blainville mais la série résista plutôt bien.
Malgré tout l'effectif ne fut plus que de douze machines en 1957 qui devinrent les supplétives des 040 DA après avoir trié les trains les plus longs et lourds d'Europe. Cette inactivité conduisit à la location aux Houillères du bassin du Nord et du Pas-de-Calais (ou HBNPC ) des 1-151 TA 704, 710, 715, 719 et 720 en 1957 et très satisfaites des performances de ces machines les HBNPC firent finalement l'acquisition des 1-151 TA 705, 713 et 714.
Au début des années 60 la mise en service des 040 DE 500 porta un rude coup aux locomotives restantes. En 1962 il ne resta plus que onze unités dont deux garées en bon état.
La dernière représentante de la série, la 1-151 TA 720 fut éteinte le 23 août 1966 au dépôt de Troyes.

## Caractéristiques
- Pression de la chaudière : 16 kg/cm2
- Diamètre des cylindres : 630 mm
- Diamètre des roues motrices : 1 350 mm
- Diamètre des roues des bissels : 920 mm
- Capacité des soutes à eau : 13 m3
- Capacité de la soute à charbon : 5 t
- Masse en ordre de marche : 120 t
- Masse adhérente : 91 t
- Longueur hors tout : 17,06 m
- Vitesse maxi en service : 60 km/h